# Vanina Ickxová
Vanina Ickxová (* 16. února 1975 v Bruselu) je belgická automobilová závodnice. Jejím otcem je vicemistr světa F1 Jacky Ickx.
Vystudovala biologii, se závoděním začala až ve 21 letech. Účastnila se v letech 2000-2002 Rallye Dakar jako navigátorka svého otce, v letech 2006-2007 startovala v sérii DTM. V roce 2011 získala největší úspěch své kariéry, když v závodě 24 hodin Le Mans obsadila sedmé místo. V tomtéž roce se také stala jezdkyní elitní kategorie cestovních vozů GT1.
Jejími koníčky jsou paragliding, sauna a skoky na lyžích. Jako první žena v historii přeletěla v ultralehkém letadle kanál La Manche.

## Externí odkazy

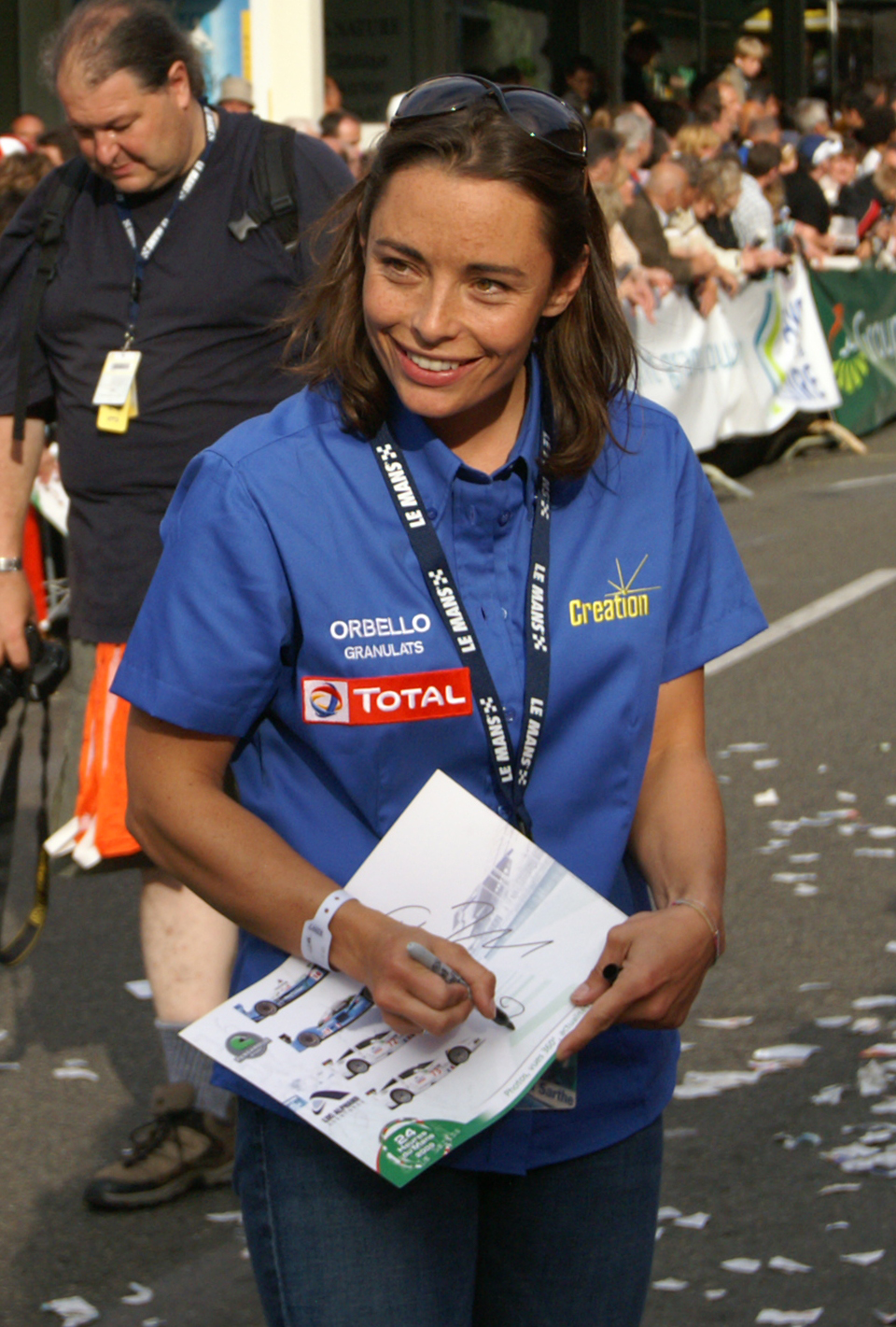